# Герб Євпаторії
Герб Євпато́рії — офіційний символ міста Євпаторія. Новий герб міста був прийнятий 30 травня 1997 року.

## Опис
Опис герба та великого герба Євпаторії:

| Щит розділений вертикально уздовж. На лівому зеленому полі золота бараняча голова, правому — червоному — чорна змія, що обвиває срібний жезл, п'є з чорної чаші. Великий Герб, на відміну від Малого, оточений золотим окладом і увінчаний срібною баштою.[2] |

## Символіка
Золота бараняча голова вказує зручність Тарханського кута для розведення овець, а також враховує історичні особливості регіону Євпаторії, в стародавні часи заселеного скіфськими племенами, які використовували у своїй символіці так званий «скіфський звіриний стиль».
Символ барана означає справедливість, волю, честолюбство і оптимізм.
Чорна змія, що обвиває срібний жезл, п'є з чорної чаші — емблема медицини, символізує загальновідомі лікувальні грязі, і характеризує місто Євпаторію як місто-курорт.
Символіка кольорів:
- зелений — надія, достаток, воля, радість;
- червоний — великодушність, сміливість, мужність та любов;
- золото — прагнення до розкоші і багатства;
- срібло — чистота і невинність;
- чернь — упокорювання і законослухняність.

Сучасний герб Євпаторії в цілому повторює історичний, затверджений 17 листопада 1844 року: «У щиті, поділеному на дві половини, в зеленому полі ліворуч — бараняча золота голова, що означає зручність Тарханського кута для розведення сірих овець; справа в червоному полі, чорний змій, що обвиває срібний жезл, п'є з чорної чаші — емблема медицини, що знаменує Сакські грязі, корисність яких не піддається сумніву».